# Trap latino
El trap latino, es un subgénero musical del hip hop latino,  originario en Puerto Rico. Descendiente directo del hip hop sureño, e influenciado por el reguetón, ganó popularidad a partir de 2007 y desde entonces se ha extendido por toda América Latina. El trap es una jerga para un lugar donde se venden drogas. El trap latino es similar al trap convencional con letras sobre la vida en la calle, las drogas, el sexo y la violencia.

## Historia

### Comienzos
Las raíces de este subgénero se encuentran en canciones de artistas entre otros,  principalmente raperos y cantantes de Puerto Rico. Randy y  Arcángel se atribuyeron el haber comenzado a finales del año 2006 el movimiento del trap latino mediante canciones como «Me Compre Un Full» y «El Pistolón», a pesar de que en 2007 no se hablaba aún de este subgénero, ya que no se tenía conocimiento del mismo y se lo relacionaba con un reguetón simple o un R&B. Posteriormente Arcángel, De La Ghetto y Ñengo Flow participarían en la consolidación del subgénero. En el mismo año, Daddy Yankee lanza un tema Jefe en el álbum El cartel: The Big Boss, aportándole a este nuevo movimiento.

### 2008-2015: Primeros sencillos de trap
Más adelante en el año 2008, Daddy Yankee aporta lanzando a este movimiento una banda sonora para la película Talento de barrio. La canción «Talento de barrio» de dicha banda sonora tiene muchos de los nuevos colores del movimiento. En el año 2010 en Mundial (álbum), lanza canciones como «Campeo a mi manera» y «El mejor de todos los tiempos». Lanzando años después en el 2014, el sencillo «Ora por mí», el cual ya cargaba con todos los flow de un rapero profesional. 
En la comunidad dominicana en Estados Unidos llegó a tener una gran acogida el trap latino en 2014 con DJ Flipstar, Tali Goya y Messiah, con canciones como «Tamo Lindo», «Robinsón Cano», entre otras, que contribuyeron al género.
También en España había grupos como PXXR GVNG que ya hacían trap y estaban sonando muy fuerte en el movimiento Trap de España, incluso antes del boom del trap latino en 2016 pero con menos repercusión al tratarse de España un país donde en ese entonces había muy poca industria en el género urbano. 
En Argentina, el sonido se hizo popular primeramente por el rapero y compositor Duki, quien grabó su primera canción «No Vendo Trap» en 2016, sin embargo, artistas argentinos como Neo Pistea y Blunted Vato, habían comenzado a grabar con sonidos del género unos años antes en 2014.

### 2016-presente: Éxito internacional y consolidación
Cierta popularidad comienza cuando Noriel, Anuel AA, Bryant Myers, Brytiago y Almighty, entre otros, publicaban sus canciones con ritmos de rap/reguetón en plataformas de internet como SoundCloud entre 2015 y 2016.
Tras la publicación de temas como «Fronteamos porque podemos» de De La Ghetto, Daddy Yankee, Yandel y Ñengo Flow, «Tu me enamoraste» de Brytiago, Almighty, Bryant Myers, Anuel y Lary Over y «Esclava Remix» de Bryant Myers y Anonimus en colaboración con Anuel y Almighty a finales de 2015, «Ella y yo» a principios de 2016, se consideró por muchos como el inicio de la época dorada del trap, y trajo consigo temas como «La Ocasión» con el que el trap latino se expandió alrededor del mundo, interpretado por los cantantes de reguetón De La Ghetto, Arcángel, Ozuna y Anuel AA.
El trap latino alcanzaría mayor acogida con la aparición del puertorriqueño Bad Bunny, el cual debutaría con el remix de su canción «Diles» a mediados de 2016 junto a Farruko, Ozuna, Arcángel y Ñengo Flow, el cual logró sobrepasar el billón de vistas siendo unos de los temas de trap latino con más views en la historia, a su vez logró incluir alrededor de quince canciones en la lista Hot Latin Songs en 2017 y en 2018, logrando posicionar 27 temas en la misma lista, algunas de estas tales como «Tu no vive así» junto a Arcángel, «Soy Peor», «Pa ti», «Un ratito más» estos dos últimos junto a Bryant Myers, entre otros temas. La explosión de Bad Bunny coincidió con el arresto del cantante Anuel AA, quien se consideraba como el líder del género en ese momento. 
En ese mismo año, en Argentina tomó impulso el género con artistas como Duki, YSY A, Cazzu, Neo Pistea, C.R.O, Ecko, Khea, estos popularizaron el trap en Sudamérica con un tempo más rápido del que se escuchaba en Puerto Rico, sin embargo recibieron la aprobación de los boricuas, generando colaboraciones de trap latino que consiguieron millones de reproducciones como «Mi Cubana» de Khea, Ecko y Cazzu con Eladio Carrión, Khea junto a Brytiago en «Calentita», Bad Bunny junto a Duki, Cazzu y Khea en «Loca (Remix)», Duki e YSY A junto a Jon Z y Anonimus en «Hello Cotto (Remix)», entre otros.

## Estilo musical e influencias
El instrumental de una canción de trap latino está caracterizado por el uso de sintetizadores, cajas rítmicas, sub-graves, hi-hats de subdivisión binaria o ternaria y modos armónicos menores para darle una estética oscura y triste.[cita requerida] Generalmente los raperos utilizan el auto-tune en sus versos, a menudo generando distorsiones extremas de la voz. Pueden ser melodías pausadas y balbuceadas o muy frenéticas, aunque a veces consigue fusionar una rapidez marcada por los hi-hats con una lentitud melancólica a través de melodías sintéticas y en algunos casos el violín, piano, flauta e incluso el bajo. El trap latino mantiene una fuerte influencia del hip hop, tanto estética como técnicamente, aunque en el caso del trap adquiriendo mucha más importancia los efectos sonoros. [cita requerida]
Así como el reguetón en su momento, el trap latino es duramente criticado por sus letras explícitas y temas como el sexo, las drogas, infidelidad, lujos suntuarios, etc., porque "Ante todo, lo que el trap reivindica es un estilo de vida que se entrega, con una honestidad brutal, al deseo desenfrenado de los cuerpos, el dinero, las drogas, la prostitución, porque lo que está en juego, como no podía ser de otro modo, es quién tiene el poder."Algunos de sus intérpretes siguieron impulsando el género hacia un plano internacional, siendo un estilo musical escuchado desde Puerto Rico a países europeos como España e Italia, pasando por prácticamente todos los países del continente Americano.[cita requerida]

## Trap por país

### Trap en España
El sonido Atlanta o Southern llegó a España entre el 2005 y 2006 con unas primeras pinceladas de remixes de temas americanos y con trabajos como COS Most de Yako Muñoz junto a Wase y J. Sánchez dónde se podía escuchar varios temas del subgénero crunk y con sonido Atlanta. España presentaba una escena de Dirty South (género del que salió el trap) muy underground siendo artistas del sello Uglyworkz como Trad Montana y su grupo Madrid Pimps, Mitsuruggy, Látex Diamond o Slash Major unos de los pioneros. Esta escena estaba relacionada con el Dirty South, el crunk y un sonido más clubero que trap además de que no consiguió traspasar al mainstream debido a la mentalidad de los raperos españoles.
En términos generales, se cree que la primera canción de artistas españoles con algunos sonidos trap fue 'Quando tiro yo' de Primer Dan y Asesino 1.8.7. de 2009 publicada en Youtube y el street álbum de Urban P y JML 'Real entre reales' también de 2009
En 2011 los artistas "proto trap" Jackobo Hernandez y Urban P lanzan Spanish Hustler y Purple Eyez Mixtape respectivamente desprendiendose de este último el icónico video del dúo 'Fakes'.
En este mismo año aparecen los fenómenos parodicos Swaggerao y Lory Money.
Por otra parte grupos como Top Gang o Ill Bambinos realizan covers de famosos hits de trap americano.

En 2012 apareció el trap como término musical traído por el colectivo Kefta Boyz dónde formaban parte entre otros Yung Beef, Khaled, El Mini siendo estos los pioneros en traer tanto la cultura trap como la música y adaptarla a España. Pequeños artistas antes desconocidos empezaron a ganar notoriedad en la escena aunque sin salir todavía del underground como el grupo catalán PAWN Gang y Nene Fresco. Ya en 2013 todo un movimiento underground estaría tomando forma en Barcelona .En 2014 el género se acabaria asentando y cogiendo aún más fuerza dado que PXXR GVNG consiguió colocarse como uno de los grupos de rap más escuchados y se añadieron al movimiento trap más artistas como Pedro LaDroga, Soto Asa, Dellafuente, Los Zafiros, El Perla, Dora Black , ANB SKUAD, Rolling Squad y Elegvngster. En 2015 la escena ebulliria y pasaría al mainstream gracias a gente como PXXR GVNG y su contrato con Sony Music y el lanzamiento del álbum Los Pobres, Los Zafiros, Takers, Dellafuente, Elegvngster, Kidd Keo, Cecilio G, Pimp Flaco y Kinder Malo e incluso el rapero C. Tangana publicaría en 2015, el álbum 10/15 cambiando su sonido y adentrandose en la escena.
En 2016 y con el auge del trap en Puerto Rico la escena española se queda un poco atrás debido a la falta de industria musical pero el trap como término llega a los medios masivos de comunicación que empezarían a englobar todo lo que sonara "moderno" como trap, incluso llegando a catalogar a artistas como Rosalía ,que si bien estaban rodeándose con la escena nunca hicieron trap. 

### Trap en Argentina

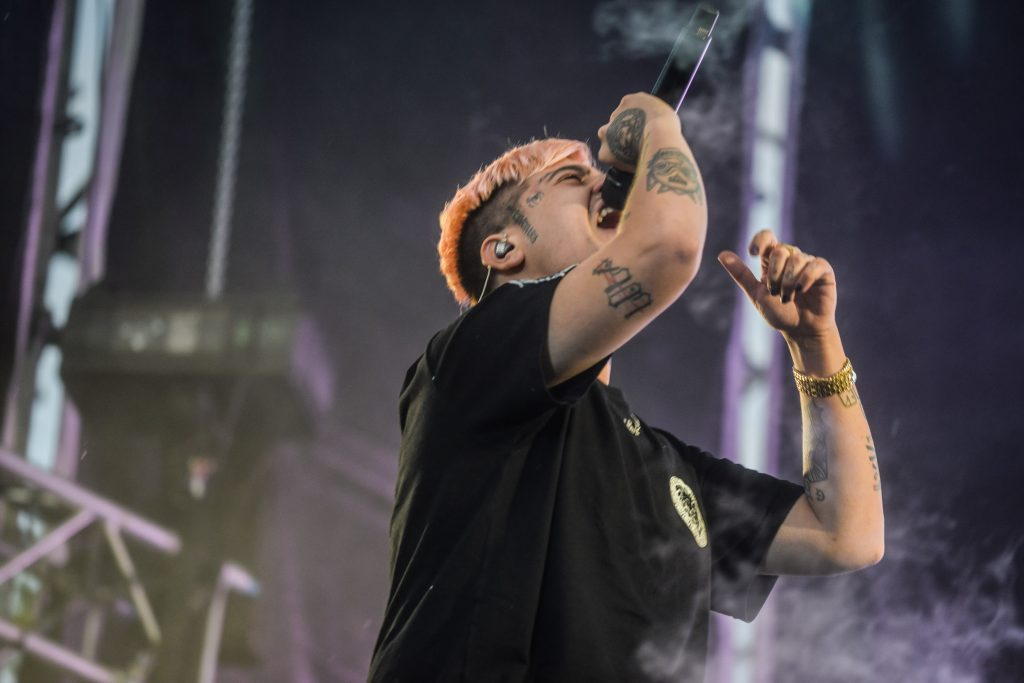
Duki en concierto, uno de los pioneros del trap en Argentina

El fenómeno del trap en Argentina incursionó de la mano de Duki, cuando este lanzó su primer sencillo titulado «No Vendo Trap», publicado en 2016, el cual daría inicio a una nueva era musical en el país del sur de América, con un sonido clásico estadounidense pero referencias Argentinas, donde el artista remarca que su música no es "trap de Detroit".Sin embargo, el mismo declaró que el primer artista en el país en hacer trap latino fue Neo Pistea, quien ya se producía y grababa en 2014, aunque, también hay sencillos de artistas como Obie Wanshot y Blunted Vato en 2015 y 2016. En ese último año también apareció La Joaqui, quien publicó el sencillo «Maldita bendita», un freestyle con un beat lento de trap.
El reconocimiento explosivo del género tendría inicios en la finalización de El Quinto Escalón el 11 de noviembre de 2017, ya que muchos artistas viraron del freestyle a la música. En ese mismo año, pero unos meses antes, nació la discográfica Mueva Records, de la mano de Omar Varela, quien antes producía dubstep, pero el sello empezó a producir trap con la llegada de Khea, Midel y Arse .El primer sencillo de esta fue «B.U.H.O» de Khea, Duki, Midel, Arse y Klave, lanzada el 15 de agosto de 2017, esta fue la canción que marcó un antes y un después en el trap argentino y dio inicio a una ola musical de la mano de jóvenes de no más de 20 años.En ese mismo año acompañarían esta ola sencillos como «Hello Cotto» de Duki, «She Don't Give A FO» de Duki y Khea, «Loca» de Duki, Khea y Cazzu, «Muévelo Mami» de Iacho, Khea y Seven Kayne, «Si Te Lastimé» de Seven Kayne, entre otros.En el medio de esto también aparecieron artistas como Paulo Londra quien lanzó su primer sencillo titulado «Relax» y éxitos como «Confiado y tranquilo», «Me tiene mal», «Cámara Lenta», entre otros. A mediados del 2017, Duki, YSY A y Neo Pistea se mudan a una casa en la dirección Antezana 247, Villa Crespo, para dedicarse plenamente a la música, la dirección de esta casa daría pie al primer álbum de estudio de YSY A, lanzado el 11 de noviembre de 2018 con el nombre homónimo.El trío de artistas que se conformo en esta casa formaría posteriormente el supergrupo musical Modo diablo.

"Éramos todos pendejos y estábamos en la cresta de la ola. Explotó todo tan de golpe, todo era tan nuevo, se estaba revolucionando la música. Al principio estábamos todos juntos y en un momento nos hicimos tan grandes cada uno individualmente que nos tuvimos que separar por algo natural, nadie podía estar arriba o abajo del otro."
Omar Varela para La Voz del Interior

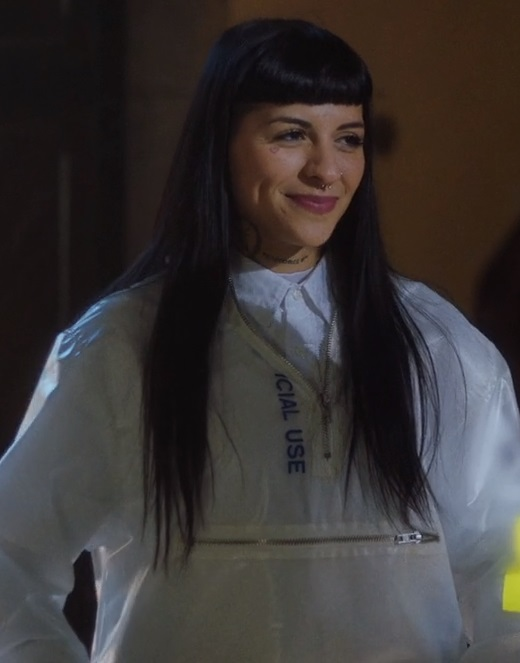
Cazzu, la primera mujer pionera del trap en Argentina

En 2018, rápidamente aparecieron más artistas que se sumaron al movimiento, entre ellos Bhavi, quien sacó «Mojaa» junto a Duki, Ecko con «Dorado», también empezaron a incursionarse ex-freestylers como Trueno, Wos, Lit Killah, y muchos raperos como C.R.O y Homer el Mero Mero quienes hacían comúnmente el género rap incursionaron en el fenómeno, también hubo colaboraciones de Argentinos con artistas internacionales como Bad Bunny en «Loca», Eladio Carrión en «Mi Cubana» y «Hace Tiempo», Big Soto y Randy en «Ave María», Brytiago en «Calentita», entre otros.En ese mismo año, los pioneros del trap que pertenecían a Mueva Records, como Khea, Midel, Arse, Cazzu, Asan, Duki, entre otros, entraron en conflicto con la discográfica ya que según ellos el productor Omar Varela tenía todos los sencillos registrados a su nombre y por lo tanto se llevaba una gran cantidad de regalías, esto provocó la desvinculación de muchos artistas del sello.Mientras tanto, otros artistas como Ecko y Kaktov se mantuvieron con el mismo.
El 8 de febrero de 2019, el productor discográfico Bizarrap lanzó su primer «BZRP Music Sessions», la cual fue con Bhavi y se basó en una grabación en vivo del artista, tipo improvisada la cual dio inicio a una serie de sesiones de música de trap con artistas reconocidos, esto dio pie a que las sesiones de artistas se popularizaron y el productor consiguió millones de reproducciones y una popularidad masiva, ese año formaron parte artistas como Paco Amoroso, DrefQuila, Polimá Westcoast, Dillom, Alemán, Frijo, Kiddo Toto, entre otros. El 27 de marzo de ese año, Neo Pistea, lanzó el sencillo «Tumbando el Club», junto a C.R.O, Obiewanshot, YSY A, Cazzu, Khea, Lucho SSJ, Coqeein Montana, Marcianos Crew y Duki, el cual se posicionó en tendencias rápidamente y fue visto culturalmente como el junte de jóvenes argentinos representantes del trap más grande, considerado por las revistas y diarios como el himno del trap argentino.En tan solo una semana el sencillo llegó a diez millones de reproducciones.Dos meses después de su lanzamiento ya tenía 60 millones de reproducciones en YouTube, y fue top viral global por semanas en más de catorce países.
En 2020, el trap Argentino seguía avanzando como una ola expansiva que no se detiene porque las condiciones sociales no dan respiro, permitiendo que un género tan cercano a la denuncia social prospere y produzca nuevas voces sin que las más experimentadas se diluyan, "reaviva una llama que la masificación del rap había casi extinguido: el grito de los marginados". En este año también se masifico el género RKT, sin embargo, esto no detuvo el crecimiento del trap.
En 2022, se empezó a generar la mezcla del género trap argentino con el "detroit", un estilo de trap con diferentes golpes y tempos. Los precursores en el país de este estilo fueron Mir Nicolás y Mechayrxmeo, quienes popularizaron el estilo, y en 2023, aparecieron artistas como Doly Flackko. A este género se le sumaron artistas reconocidos como Duki, YSY A, Rei, Neo Pistea, Obie Wanshot, Lucho SSJ, entre otros.
Entre 2022 y 2023 se desarrolló un estilo de trap con influencias de sonido estadounidense (llamado informalmente como "trash"), en el que se hicieron populares solistas argentinos como Stiffy, Turrobaby, Zell, AgusFortnite2008, entre otros.

#### Iniciados en la música con Trap Argentino
| Año  | Artistas                                                                                | Ref.                 |
| ---- | --------------------------------------------------------------------------------------- | -------------------- |
| 2014 | Neo Pistea                                                                              | [ 51 ]               |
| 2015 | La Joaqui                                                                               |                      |
| 2016 | Duki YSY A Ecko C.R.O                                                                   | [ 52 ] [ 53 ] [ 54 ] |
| 2017 | Cazzu Khea Bizarrap Trueno Lit Killah Tobi Zaramay Dani Ribba Asan Paulo Londra         | [ 55 ] [ 56 ] [ 57 ] |
| 2018 | WOS Frijo Luck Ra Callejero Fino Toto Ferro Rusherking Homer El Mero Mero Rei Lucho SSJ | [ 58 ] [ 59 ] [ 60 ] |
| 2019 | Dillom Nicki Nicole Ca7riel y Paco Amoroso María Becerra Kaleb Di Masi John C Lil Troca |                      |
| 2020 | Tiago PZK                                                                               |                      |
| 2021 | Milo J Alejo Isakk                                                                      |                      |

Nota: la lista no denota el primer sencillo debut del artista, sino, el primer sencillo que lanzaron bajo el género de trap latino.

#### Álbumes de estudio de Trap Argentino
| Año  | Título                 | Artista    | Notas |
| ---- | ---------------------- | ---------- | --- |
| 2017 | Maldade$               | Cazzu      | Primer álbum de trap femenino en Argentina |
| 2017 | Oro y Perfume          | Neo Pistea | Primer EP de Neo Pistea, uno de los primeros proyectos que promovían el sonido futurista del trap latino, dejando de lado el clásico sonido estadounidense                                                        |
| 2018 | 542                    | C.R.O      | Primer álbum de estudio de C.R.O. con doce sencillos únicamente de trap latino, con su primer colaboración con Duki en el sencillo «Alas», el cual daría inicio al dúo "vampiros"                                 |
| 2018 | Antezana 247           | YSY A      | Álbum donde surgió Modo diablo y la famosa mansión de Antezana 247 |
| 2019 | Error 93               | Cazzu      | Segundo álbum de Cazzu, título por el año en que nació, incursionándose en nuevos géneros pero principalmente abarcando el trap                                                                                   |
| 2019 | Súper sangre joven     | Duki       | Seudónimo de Duki abreviado como SSJ y primer álbum de estudio del mismo. |
| 2019 | Hecho a Mano           | YSY A      | Segundo álbum de estudio de YSY A dónde se renovó musicalmente, mudándose de la mansión, abandonando el proyecto de Modo Diablo y creando su nueva marca de ropa.                                                 |
| 2020 | Trapicheo              | Khea       | Mixtape debut de Khea, primer álbum con título de referencia al trap, colaboraciones con artistas pioneros del género como Midel y Duki                                                                           |
| 2020 | Mordiendo el Bozal     | YSY A      | Primer extended play de YSY A, con un estilo de trap romántico en conjunto de sintetizadores y guitarras acústicas.                                                                                               |
| 2020 | 24                     | Duki       | Primer EP de Duki, 24 por la fecha en que nació, lanzado en su cumpleaños, grabado, editado y lanzado en la Pandemia de Covid-19                                                                                  |
| 2021 | Desde el fin del mundo | Duki       | Segundo álbum de estudio de Duki, con referencias al "fin del mundo" por la ubicación geográfica de Argentina, colaboraciones con artistas de trap como YSY A, Rei, Neo Pistea, Khea, Ca7riel, Tobi, entre otros. |
| 2021 | Trap de Verdad         | YSY A      | Cuarto proyecto de YSY A, 22 sencillos de trap en total dividido en dos partes. |
| 2022 | Ysysmo                 | YSY A      | Quinto álbum musical de YSY A, título que abarca el nombre del artista y la palabra "sismo", por los pogos que se produjeron en sus shows.                                                                        |
| 2024 | Trapicheo: El Don      | Khea       | Secuela del mixtape de Khea lanzado en 2020, contiene diez sencillos exclusivamente de trap y colaboraciones con Fuego, Recycled J, C.R.O, Neo Pistea, Tobi, entre otros traperos                                 |
| 2024 | Ameri                  | Duki       | Cuarto álbum de estudio de Duki en el que utiliza en un 90% sonido perteneciente al trap latino. |
| 2024 | Trampa al tiempo       | YSY A      | Séptimo álbum musical de YSY A, producido por siete productores oriundos de diferentes provincias del país, contiene 11 sencillos y ninguna colaboración                                                          |
| 2024 | Culto                  | Neo Pistea | Tercer álbum de estudio de Neo Pistea, trayendo por segunda vez a su carrera un proyecto de trap. Contiene colaboraciones con Duki, YSY A, Eladio Carrion, Khea, C.R.O, Bhavi, entre otros.                       |
| 2025 | 5202                   | Duki       | Mixtape de Duki con sonidos detroit y trap latino en colaboración con artistas emergentes como Clúster o Zell |

#### Grupos formados en el Trap Argentino
- Modo diablo (Duki, YSY A, Neo Pistea)[61]
- MDB Crew (C.R.O, Homer el Mero Mero, Lil Troca, Franky Style, Chulu)[62]
- Vampiros (Duki, C.R.O)[63]
- Osx Mob (Obie Wanshot, Osx Spekter, Rulits TMB)[64][65]
- Super Sangre Joven (Duki, Lucho SSJ, Midel, MKS, Dam)[66]
- Young Flex (Khea, Asan, Midel, Buho)[67]
- Rip Gang (Dillom, Saramalacara, Muerejoven, Taichu, Ill Quentin)[68]

#### Festivales de Trap en Argentina
- Buenos Aires Trap

## Intérpretes
Los intérpretes más conocidos del trap latino son: Alex Kyza, Anuel AA, Bad Bunny, Bryant Myers, Noriel, Brytiago, Maluma, Almighty, Dei V, Miky Woodz, Eladio Carrión, Arcángel, De La Ghetto, Cosculluela, Luar La L, Jon Z, Messiah, Blessd, Ñengo Flow, Ryan Castro, Neutro Shorty, Jhayco, Big Soto, Myke Towers, Akapellah, Darell, Álvaro Díaz, Mora, Ele A El Dominio, Pusho, Ñejo, Rauw Alejandro, Dalex, Kendo Kaponi, Amenazzy, Omar Courtz, Kris Floyd, Xantos, Tali Goya, Joyce Santana, Brray, Lito Kirino, Ovi, entre otros. En el ámbito femenino destacan: Karol G, Cazzu, Nicki Nicole, Becky G, Natti Natasha, Fariana, Young Miko, entre otras. También se puede distinguir una serie de cantantes argentinos que cultivan el trap original y autóctono que mantiene ciertas diferencias con el trap latino de Puerto Rico, entre ellos Duki, Tiago PZK, Lit Killah, YSY A, Ecko, Khea , C.R.O, Dillom, Milo J entre otros. Por otro lado este género en España está desarrollado por artistas como C. Tangana, Yung Beef, La Zowi, entre otros. El trap de dicho país suele fusionarse con reguetón y flamenco. En Chile se desarrolló el género con influencias de Estados Unidos y con mucha influencia del movimiento español, los principales exponentes son Paloma Mami, Cris MJ, Young Cister, Polimá Westcoast, Gianluca, y Princesa Alba.

## Música y letras
Hablando de la letra, aunque en general utiliza un lenguaje coloquial, es posible encontrar el uso de muchas metáforas, referencias, dobles sentidos y distintos recursos estilísticos. Utiliza muchas expresiones coloquiales propias del español de cada zona, siendo muchas veces difícil de entender el contenido de la letra por oyentes de otros países. Generalmente, los temas que frecuentan son: poder adquisitivo, armas, desamor, sexo, drogas y el panorama musical que vive el propio artista.
A pesar de las raíces callejeras de este género musical, existe un grupo de artistas que han decidido no desecharlo, en este caso, utilizándolo para mejores fines, reconociendo la utilidad del mismo y la gran aceptación en el público joven, entre ellos, Redimi2, quién lanzó una fuerte crítica al contenido lírico de las canciones de moda en este estilo con Trapstorno, a su vez, algunos creen en la fe cristiana, como Almighty o Christian Ponce, siguen haciendo la música que habitualmente hacían, aunque con mensaje positivo. Otros cantantes como Lunay, quien debutó con «Un panda muy diferente», en el género que se conoce como trap cristiano.

## Críticas
La incapacidad del trap latino para reproducirse en los radios de Estados Unidos se deriva de la blasfemia, simplicidad y lascivia presente en las letras, pese a que en 2019 el cantante Bad Bunny ha logrado colocar algunos de sus sencillos en las radios más conocidas de Estados Unidos. La canción «Cuatro babys» de Maluma ha recibido mucha controversia sobre su letra, ya que podría parecer que sugieren violencia directa hacia las mujeres y machismo.
El 15 de septiembre de 2018, Anuel AA lanzó una canción dirigida a su colega Cosculluela. La canción fue ampliamente criticada debido a su lenguaje grosero y comentarios ofensivos sobre la homosexualidad y los pacientes con VIH.